# Löffelstelzen
Löffelstelzen ist ein Stadtteil von Bad Mergentheim im Main-Tauber-Kreis im Nordosten Baden-Württembergs.

## Geographie
Das mit Rechtsverordnung vom 5. September 1994 ausgewiesene Wasserschutzgebiet Löffelstelzen mit der WSG-Nr. 128124 umfasst eine geschützte Fläche von 470,66 Hektar.

## Geschichte

### Mittelalter
Erstmals urkundlich erwähnt wurde Löffelstelzen im Jahr 1246 als Löfelsterz. Lange gehörte der Ort zum Fürstentum Mergentheim des Deutschen Ordens.

### Neuzeit
1809 kam Löffelstelzen zum Königreich Württemberg und dort zum Oberamt Mergentheim. Seit 1938 gehörte Löffelstelzen zum Landkreis Mergentheim. Am 1. Januar 1972 wurde die Gemeinde gemeinsam mit Apfelbach, Althausen, Markelsheim und Neunkirchen in die Stadt Bad Mergentheim eingegliedert. Als am 1. Januar 1973 im Rahmen der baden-württembergischen Kreisreform der Landkreis Mergentheim aufgelöst wurde, gehörte Löffelstelzen in der Folge zum neu gebildeten Tauberkreis, der am 1. Januar 1974 seinen heutigen Namen Main-Tauber-Kreis erhielt.

## Wappen
Das ehemalige Wappen von Löffelstelzen zeigt in Silber ein schwarzes Deutschordenskreuz, besetzt mit einer blauen Bachstelze.

## Kulturdenkmale
Im Ort befindet sich die Kirche Zur Heiligsten Dreifaltigkeit von 1660/61.

## Wirtschaft und Infrastruktur

### Sendeanlagen
Westlich von Löffelstelzen betreibt der SWR seit 1951 eine Sendeanlage, die als Fernseh- und Radio-Grundnetzsender dient (Stand 2011). Rund einen Kilometer nördlich von Löffelstelzen befindet sich das Radom einer Radaranlage der Bundeswehr.